# Radoje Domanović
Radoje Domanović (in cirillico serbo: Радоје Домановић) (Ovsište, 16 febbraio 1871 – Belgrado, 17 agosto 1908) è stato uno scrittore e insegnante serbo, conosciuto soprattutto per i suoi racconti satirici.

## Biografia
Radoje Domanović nacque nel villaggio di Ovsište, nella Serbia Centrale, figlio di un insegnante e imprenditore del luogo, Miloš Domanović, e di Persida Cukić, discendente di Pavle Cukić, uno dei comandanti militari della Prima e Seconda rivolta serba. Egli trascorse l’infanzia nel villaggio di  Jarušice, nei pressi di Kragujevac, dove frequentò la scuola elementare. Si diplomò alla scuola media di Kragujevac e alla Facoltà di Filosofia all’Università di Belgrado, dove aveva studiato lingua e storia serba.
Nel 1895, Domanović ebbe il suo primo impiego, un posto di insegnante a Pirot, nella Serbia meridionale, regione liberata solo di recente dall’Impero ottomano. A Pirot incontrò Jaša Prodanović (1867–1948), insegnante e attivista che lo aiutò a dare forma alle sue idee politiche. Qui incontrò anche la sua futura moglie, Natalija Raketić (1875–1939), una modesta insegnante di Sremski Karlovci, che lo sosterrà per tutta la sua breve e turbolenta esistenza, e dalla quale avrà tre figli.
Fin da quando aderì al Partito Radicale del Popolo all’opposizione, entrò in contrasto con il regime della dinastia Obrenović, e venne trasferito a Vranje verso la fine del 1895, e quindi nel 1896 fu trasferito di nuovo a Leskovac. Anche la carriera di scrittore di Domanović iniziò durante l’epoca in cui insegnava, pubblicando il suo primo racconto realistico nel 1895. Dopo la sua prima apparizione pubblica contro il governo nel 1898, sia lui che sua moglie vennero licenziati dal pubblico servizio, e Domanović si trasferì con la famiglia a Belgrado.
A Belgrado egli cominciò a lavorare con i colleghi scrittori al settimanale “Zvezda” (Stella) e al quotidiano politico d’opposizione “Odjek” (Eco). A questo punto iniziò a scrivere e pubblicare le sue prime storie satiriche, come “Demone” e “Abolizione delle passioni”. La fame di Radoje giunse con la pubblicazione delle sue storie più famose, “Condottiero” (1901) e “Serviglia” (1902) nel quale attacca e mette a nudo apertamente l’ipocrisia e le fallacie del regime.
In seguito al colpo di stato che pose fine al regno di Aleksandar Obrenović nel 1903, al culmine della popolarità, Domanović ricevette un posto di scrivano al Ministero per l’Educazione, e il nuovo governo gli consentì di andare in Germania per un anno di specializzazione, che egli trascorse a Monaco. Tornato in Serbia, Radoje si ritrovò deluso dall’assenza di ogni reale mutamente nella società. Egli diede vita al proprio settimanale politico, “Serviglia”, nel quale continuò a criticare le debolezze della nuova democrazia, ma i suoi scritti non avevano più la forza e l’ispirazione di un tempo.
Radoje Domanović si spense mezz’ora dopo la mezzanotte del 17 Agosto 1908, all’età di trentacinque anni, dopo una lunga lotta contro la pneumonia cronica e la tubercolosi. Venne sepolto nel nuovo cimitero di Belgrado. Le sue restanti opere inedite andarono perdute durante la prima guerra mondiale.

## Opere
Alcune delle opere più famose di Radoje Domanović comprendono:
- Abolizione delle passioni, 1899
- Condottiero, 1901
- Kraljević Marko tra i Serbi per la seconda volta, 1901
- Mar morto, 1902
- Marchio, 1899
- Ragionamento di un comune bue serbo, 1902
- Rivolta moderna, 1902
- Serviglia, 1902

Le storie “Condottiero”, “Marchio” e “Ragionamento di un comune bue serbo” sono state tradotte in italiano da Walter Taurisano per il Progetto “Radoje Domanović”.